# ПФК ЦСКА (София) през сезон 1993/94
| Кръг           | Среща / Резултат (полувреме) /Дата    | Стадион / Зрители    | Играчи (Смяна-Сменник)Треньор | Голмайстори от ЦСКА (Минута)                           |
| -------------- | ------------------------------------- | -------------------- | --- | ------------------------------------------------------ |
| 1              | ЦСКА-Етър 2-1(1-0) 14.08.93 г.        | ЦСКА 9000            | Ананиев,Мачев,Радуканов,Марковски,Бабунски,М.Горанов(70-Шишков)Нанков,Коилов,Иларионов,Андонов,Чирич(85-Видов) —Г.Хаджиевски                | Андонов(8,56)                                          |
| 2              | Ботев Пд.-ЦСКА 2-1(1-1) 21.08.93 г.   | Хр. Ботев 25 000     | Ананиев,Мачев,Радуканов,Марковски,Бабунски,Горанов,Нанков,Коилов, Иларионов(71-Р.Кирилов)Андонов,Чирич —Г.Хаджиевски                        | Мачев(35)                                              |
| 3              | ЦСКА-Спартак Вн. 7-0(2-0)             | ЦСКА 4000            | Ананиев,Дочев,Радуканов,Марковски,Бабунски,Ив. Киров,Нанков(71-Л.Танев)Чирич,Иларионов(74-Шишков)Андонов,Коилов. —Г.Хаджиевски              | Бабунски(33) Чирич(35) Коилов(56,60) Андонов(75,83,86) |
| 4              | Локо Сф.-ЦСКА 0-1(0-0) 03.09.93 г.    | В.Левски 15 000      | Ананиев,Дочев,Радуканов,Марковски,Бабунски,Ив. Киров(75-Л.Танев)Нанков,Чирич,Иларионов(70-Шишков)Андонов,Коилов. —Г.Хаджиевски              | Нанков(84)                                             |
| 5              | ЦСКА-Берое 3-0(1-0) 10.09.93 г.       | ЦСКА 4000            | Ананиев,Мачев,Радуканов,Марковски,Бабунски,Ив. Киров,Нанков(78-Шишков)Дочев(73-Л.Танев)Чирич,Андонов,Коилов. —Г.Хаджиевски                  | Андонов(11,90) Ив. Киров(49)                           |
| 6              | ЦСКА-Пирин 4-1(1-1) 19.09.93 г.       | Б.Армия 5000         | Ананиев,Мачев,Радуканов,Марковски,Бабунски,Ив. Киров(44-Л.Танев)Нанков,Дочев,Шишков,Андонов(75-Иларионов)Коилов. —Г.Хаджиевски              | Бабунски(11) Коилов(53,82) Шишков(85)                  |
| 7              | Добруджа-ЦСКА 1-1(0-0)                | Добруджа 18 000      | Ананиев,Мачев,Радуканов,Марковски,Бабунски,Дочев,Нанков,Чирич(81-Видов)Шишков,Л.Танев(75-Иларионов)Коилов. —Г.Хаджиевски                    | Бабунски(82)                                           |
| 8              | ЦСКА-Локо Г.О. 0-1(0-1)               | Б.Армия 6000         | Ананиев,Видов(46-Иларионов)Радуканов,Марковски,Бабунски,Дочев,Нанков,Чирич,Шишков(69-Горанов)Л.Танев,Коилов. —Г.Хаджиевски.                 |                                                        |
| 9              | Локо Пд.-ЦСКА 0-0 09.10.93 г.         | Локомотив 12 000     | Ананиев(46-Виктор Георгиев)Горанов,Радуканов,Марковски,Бабунски,Дочев,Нанков,Чирич(32-Марашлиев)Иларионов,Л.Танев,Коилов. Г.Хаджиевски      |                                                        |
| 10             | ЦСКА-Черноморец 4-1(1-0)              | Б.Армия 2500         | Ананиев,Горанов,Радуканов,Марковски,Дочев,Ив. Киров,Нанков,Л.Танев, Марашлиев(46-Чирич)Андонов(65-Иларионов)Коилов. —Г.Хаджиевски           | Андонов(40,60) Чирич(65,88)                            |
| 11             | ПФК Черно море (Варна)-ЦСКА 0-3(0-1)  | Тича 12 000          | Ананиев,Р.Кирилов,Радуканов,Марковски,Горанов,Ив. Киров,Нанков(71-Марашлиев)Л.Танев,Чирич,Андонов(79-Велко Христев)Коилов —Г.Хаджиевски     | Чирич(26,51,63)                                        |
| 12             | ЦСКА-Славия 3-1(1-1)                  | В.Левски 4000        | Ананиев,Дочев,Радуканов,Марковски,Р.Кирилов,Ив. Киров,Нанков(69-Марашлиев)Л.Танев(69-Шишков)Чирич,Андонов,Коилов. —Г.Хаджиевски             | Чирич(19) Андонов(76-д,85-д)                           |
| 13             | Левски-ЦСКА 2-1(1-1) 07.11.93 г.      | В.Левски 45 000      | Ананиев,Дочев,Радуканов(83-Марашлиев)Марковски,Бабунски,Ив. Киров,Нанков,Л.Танев,Чирич,Андонов, Коилов(83-Шишков) —Г.Хаджиевски             | Андонов(13)                                            |
| 14             | ЦСКА, почива                          |                      | |                                                        |
| 15             | Шумен-ЦСКА 2-1(1-0)                   | П.Волов 6000         | Ананиев,Дочев(46-Марашлиев)Радуканов,Горанов,Бабунски,Ив. Киров,Нанков,Л.Танев(77-Шишков)Чирич,Андонов,Коилов. —Г.Хаджиевски                | Чирич(62)                                              |
| 16             | Етър-ЦСКА 2-0                         | Ивайло 8000          | П.Петков,Мачев(68-К.Янчев)Филипов,Марковски,Дочев,Ив. Киров,Чирич(68-М.Зафиров)Стан. Стоилов,Искренов,Андонов,Коилов. —Г.Хаджиевски         |                                                        |
| 17             | ЦСКА-Ботев Пд. 2-1(1-1) 06.03.94 г.   | Б.Армия 20 000       | П.Петков,К.Янчев,К.Банков,Марковски,Дочев,Ив. Киров,Ат. Киров(59-М.Зафиров)Стан. Стоилов,Марашлиев(73-Мачев)Андонов,Коилов. —Г.Хаджиевски   | Марашлиев(21) Дочев(60)                                |
| 18             | Спартак Вн.-ЦСКА 0-1(0-0) 09.03.94 г. | Спартак 5000         | П.Петков,К.Янчев,Банков,Марковски,Дочев,Ив. Киров,М.Зафиров,Л.Танев(58-Филипов)Марашлиев,Андонов(72-Мачев)Коилов. —Г.Хаджиевски             | Марашлиев(62)                                          |
| 19             | ЦСКА-Локо Сф. 1-0(1-0) 12.03.94 г.    | В.Левски 12 000      | П.Петков,К.Янчев,Банков,Дочев,Бабунски(46-Филипов)Ив. Киров(46-Мачев)Искренов,Стан. Стоилов,Марашлиев,Андонов,Коилов. —Г.Хаджиевски         | Андонов(34)                                            |
| 20             | Берое-ЦСКА 0-2(0-1) 16.03.94 г.       | Берое 10 500         | П.Петков,Мачев,Дочев(65-Филипов)Марковски,Бабунски,К.Янчев,Искренов,Стан. Стоилов(46-Л.Танев)Марашлиев,Андонов,Коилов. —Г.Хаджиевски        | Мачев(21,59)                                           |
| 21             | Пирин-ЦСКА 3-0(0-0) 20.03.94 г.       | Хр. Ботев 15 000     | П.Петков,Мачев(72-М.Зафиров)К.Янчев,Марковски,Бабунски,Ив. Киров,Искренов,Стан. Стоилов, Марашлиев,Андонов,Коилов(31-Филипов) —Г.Хаджиевски |                                                        |
| 22             | ЦСКА-Добруджа 3-0(3-0)                | Б.Армия 4000         | П.Петков,Мачев,Банков,Марковски,Дочев,Ив. Киров(49-Бабунски)К.Янчев,Стан. Стоилов,Ат. Киров,Андонов,Искренов(68-Видов) —Г.Хаджиевски        | Ат. Киров(9) Андонов(19,33)                            |
| 23             | Локо Г.О.-ЦСКА 1-0(0-0)               | Локомотив 6500       | П.Петков,Мачев(65-Искренов)Дочев,Марковски,Бабунски,Ив. Киров,К.Янчев,Ат. Киров,Марашлиев, Андонов,Коилов(46-Стан. Стоилов) —Г.Хаджиевски   |                                                        |
| 24             | ЦСКА-Локо Пд. 6-0(1-0)                | Б.Армия 2000         | Ненов,Мачев,К.Янчев,Марковски,Бабунски,Ив. Киров(77-Банков)М.Зафиров,Стан. Стоилов,Марашлиев,Андонов,Коилов —Б.Гаганелов                    | Андонов(42,47, 64,80,90) Марашлиев(57)                 |
| 25             | Черноморец-ЦСКА 2-2(2-1)              | Черноморец 18 000    | Ненов,Мачев,К.Янчев,Марковски,Бабунски,Ив. Киров,Коилов,Стан. Стоилов, Марашлиев(76-М.Зафиров)Андонов,Искренов(46-Банков)—Б.Гаганелов       | Стоилов(45,60)                                         |
| 26             | ЦСКА-ПФК Черно море (Варна) 6-1(1-0)  | Б.Армия 2500         | Ненов,Мачев,К.Янчев,Банков,Дочев,Ив. Киров,Ат. Киров(46-М.Зафиров)Л.Танев,Марашлиев(70-Искренов)Андонов,Коилов. —Б.Гаганелов                | Андонов(9,47-д, 65,68-д) Искренов(83) Ив. Киров(90)    |
| 27             | Славия-ЦСКА 0-1(0-0)                  | В.Левски 5000        | Ненов,Мачев,К.Янчев,Дочев,Бабунски,Ив. Киров,Ат. Киров(86-Банков)Стан. Стоилов,Искренов(46-Марашлиев)Андонов,Коилов. —Б.Гаганелов           | Стоилов(55)                                            |
| 28             | ЦСКА-Левски 1-4(0-2) 24.04.94 г.      | В.Левски 40 000      | Ненов,Мачев,Марковски,Видов,Бабунски,Ив. Киров,К.Янчев(26-Л.Танев)Стан. Стоилов,Марашлиев(46-М.Зафиров)Андонов,Коилов. —Б.Гаганелов         | Стоилов(87)                                            |
| 29             | ЦСКА,Почива                           |                      | |                                                        |
| 30             | ЦСКА-Шумен 2-1                        | Б.Армия 1500         | Ненов,Мачев,Дочев,Марковски,М.Деянов(76-Л.Танев)Ив. Киров,М.Зафиров,Стан. Стоилов,Марашлиев(62-Филипов)Андонов,Коилов. —Б.Гаганелов         | Андонов(14) Коилов(78)                                 |
| Р.Б 1/16 Финал | Чирпан-ЦСКА 1-0(0-0)Прод.             |                      | П.Петков,Горанов,Радуканов(74-Праматаров)Марковски,Бабунски,Ив. Киров,Нанков,Л.Танев(74-Марашлиев)Чирич,Андонов,Коилов. —Г.Хаджиевски       |                                                        |
| КНК 1/16 Финал | ЦСКА-Балцерс 8-0(2-0) 15.09.93 г.     | Б.Армия 18 000       | Ананиев,Мачев,Марковски,Радуканов,Бабунски(60-Горанов)Дочев,Нанков,Чирич(46-Л.Танев)Шишков,Андонов,Коилов. —Г.Хаджиевски                    | Шишков(13,22,54,69) Андонов(47,50) Нанков(68-д,88)     |
| КНК 1/16 Финал | Балцерс-ЦСКА 1-3(0-0) 29.09.93 г.     | Рейн спорт плац 1200 | Ананиев,Видов,Марковски,Радуканов,Бабунски,Дочев,Нанков(59-Ал. Александров-Вош)Л.Танев,Шишков,Андонов(46-Чирич)Коилов. —Г.Хаджиевски        | Андонов(47) Л.Танев(53) Чирич(90)                      |
| КНК 1/8 Финал  | Бенфика-ЦСКА 3-1(2-0) 20.10.93 г.     | Луш 50 000           | Ананиев,Дочев(76-Горанов)Марковски,Радуканов,Бабунски,Ив. Киров,Нанков,Л.Танев,Андонов, Чирич(65-Иларионов)Коилов. —Г.Хаджиевски            | Андонов(60)                                            |
| КНК 1/8 Финал  | ЦСКА-Бенфика 1-3(0-1) 03.11.93 г.     | В.Левски 20 000      | Ананиев,Дочев,Марковски,Радуканов,Р.Кирилов(46-Шишков)Ив. Киров,Нанков,Л.Танев(81-Марашлиев)Андонов,Чирич,Коилов. —Г.Хаджиевски             | Андонов(56)                                            |